# Nemetesek
A nemetesek az ókori Germania egyik néptörzse, amelyet Julius Caesar Ariovistus seregében említ. Idősebb Plinius és Tacitus határozottan germánoknak mondta őket. Egyes mai kutatók szerint nevük alapján inkább kelta népcsoport lehetett.